# Brigitte Alexander
Brigitte Alexander, geborene Kaufmann, (* 9. Oktober 1911 in Stuttgart; † 10. Mai 1995 in Mexiko-Stadt) war eine deutsch-mexikanische Autorin, Schauspielerin, Regisseurin und Übersetzerin.

## Leben
Brigitte Kaufmann wuchs als Tochter wohlhabender Eltern bis nach dem Ende des Ersten Weltkriegs in Stuttgart auf. Die Familie galt als assimiliert und ging keinen jüdischen Traditionen nach. Nach Kriegsende folgt der Umzug der Familie nach Berlin-Steglitz, da der Vater nach Berlin als Kohlekommissar versetzt worden war. Später wurde ihr Vater Direktor der BEWAG. Der Sozialdemokrat unterstützte die Weimarer Republik. Um der Tochter Schutz vor antisemitischen Übergriffen zu bieten, ließen die Eltern Brigitte Kaufmann christlich taufen. Als Jugendliche engagierte sie sich in der Sozialistischen Arbeiter-Jugend (SAJ). Mit dem Ziel, Jugendrichterin zu werden, studierte sie Jura in Frankfurt am Main und in Freiburg im Breisgau.

### Flucht und Exil
Nach der Ernennung Hitlers zum Reichskanzler durch Paul von Hindenburg entschloss sich Brigitte Kaufmann in der Hoffnung, dass der „Spuk“ nicht lange anhalte, zu einem Skiurlaub mit ihrem Verlobten nach Österreich. Auf der Reise dorthin erfuhr sie durch die Presse vom Reichstagsbrand und telefonisch von der Verhaftung ihres Vaters. Mittellos flüchtete das Paar nach Lausanne in die Schweiz zu einer ehemaligen Erzieherin Brigitte Kaufmanns. Ihr nichtjüdischer Verlobter reiste zurück nach Deutschland. Die Familie Kaufmann floh über die Schweiz nach Frankreich. Brigitte Kaufmann fand Arbeit als Kellnerin und später in der Verwaltung eines Lungensanatoriums. Als die Schweizer Behörden entdeckten, dass sie keine Arbeitserlaubnis besaß, wurde sie des Landes verwiesen.

### Exil in Frankreich
Brigitte Kaufmann folgte ihrer Familie nach Paris und fand eine Anstellung in der Verwaltung einer Schuhfabrik. Politisch organisierte sie sich in der Volksfront gegen den Faschismus. Im Haus der Kultur am Place Vendôme, in nur geringer Entfernung ihrer Arbeitsstätte, traf sie Genossen wie die Künstler Jean Louis Barrault, Pierre Abrahan und Jan Doat und wurde Mitbegründerin der avantgardistischen Theatergruppe Der Kolibri. Nach dem Anschluss Österreichs brachte sie als Sekretärin und Übersetzerin der Familie Rothschild österreichische Kinder, deren Eltern fliehen mussten, in Frankreich in Sicherheit.
Während ihre Eltern 1934/35 weiter nach England flohen, lernte Brigitte in Paris den Elektronikingenieur Alfred Alexander-Katz kennen. Sie heirateten am 25. Juli 1939 auf einer Kollektivhochzeit. Vor lauter Aufregung vergaß sie das „Ja-Wort“ zu geben (Schätte).
Nach der Kriegserklärung Frankreichs gegen Deutschland in Reaktion auf den Überfall auf Polen wurden zahlreiche deutsche Emigranten interniert. Alfred Alexander-Katz wurde als „feindlicher Ausländer“ in einem Durchgangslager inhaftiert und vor die Alternative Zwangsarbeit oder Eintritt in die Fremdenlegion gestellt, woraufhin er sich für die Fremdenlegion entschied. Er wurde nach Afrika kommandiert.
Als Schwangere entging Brigitte Alexander der Internierung. Ihr Sohn Didier wurde am 23. April 1940 geboren. Am 10. Juni 1940, kurz vor dem Einmarsch der Deutschen in Paris, gelang ihr unter schwierigen Bedingungen die Flucht mit dem Zug nach Südfrankreich. Da sie als Emigrantin bereits ausgebürgert wurde, besaß sie keinen Pass, sondern lediglich ein Protégée française. Sie gelangte nach dem unter deutscher Kontrolle stehenden Biarritz, was ihren Aufenthalt unsicher machte. Ein Verwandter brachte sie zwischenzeitlich in einem kleinen Ort unter. Schließlich gelang ihr die Flucht in ein Flüchtlingszentrum in Lourdes, wo die unterernährte Mutter mit dem Kind bei Nonnen Unterstützung fand.
Nach der Auflösung der Fremdenlegion wurde ihr Mann wiederum in Frankreich interniert. In Clermont-Ferrand gelang es Brigitte Kaufmann, sich 5000 Francs zu leihen, womit sie ihren Mann bei der Behörde auslöste.
In Clermont-Ferrand wurden die Eheleute wie alle jüdischen Menschen registriert, lebten aber eine Zeit lang relativ frei von Verfolgung. Als Ingenieur der Elektronik fand ihr Mann Arbeit in einer Radiofabrik. Brigitte Alexander schloss sich als Brigitte Châtel einer Theatergruppe an und ging in den unbesetzten Gebieten mit einem Stück von Racine auf Tournee. Ihren Künstlernamen behielt sie bis 1956.
Im Winter 1941/42 ermöglichte Albert Einstein der Familie ein Visum für Mexiko. Dort erhielten sie wie etwa 2000 weitere deutsche Flüchtlinge politisches Asyl.

### Exil in Mexiko
Über Marseille, Casablanca und Jamaika erreichten sie mit rund 800 jüdischen Passagieren am 15. April 1942 auf dem portugiesischen Dampfer Sao Fomé den mexikanischen Hafen von Veracruz. Die Visa von 36 Passagieren, darunter die der Familie Alexander und des Berliner Fotografen Walter Reuter, wurden zunächst nicht anerkannt. Erst das Engagement von Heinrich Gutmann und Erwin Friedeberg von der Liga Pro Cultura Alemana bewirkte eine Vermittlung mit den Behörden und verhinderte ihre Rückführung.
Nach einer schweren Anfangszeit für die Familie erlangte Brigitte Alexander durch die Bekanntschaft mit Rodolfo Usigli ein neues Theaterengagement in der Komödie La familia cena en casa. Bald folgte die Teilnahme an der französischen Theatergruppe von André Moreau. Nach einer Tournee mit der Gruppe fand sie Kontakt zum Heinrich Heine-Klub und zu anderen politischen Emigranten in Mexiko.
Die Herausgeberin erster Erzählungen und Stücke in Deutschland, Ulrike Schätte, schrieb über Alexanders Situation in Mexiko:
„In ihrem neuen Exilland ist die Familie Alexander nicht mehr der Angst vor Auslieferung und Restriktionen ausgesetzt. Aber der ökonomische Kampf ums Überleben ist schwer, insbesondere nach dem frühen Tod Alfred Alexanders, der Brigitte Alexander allein mit drei kleinen Kindern zurückläßt. In Ein Mann namens Alfred setzt Brigitte Alexander ihrem verstorbenen Mann Alfred Alexander als Vater und als Ehemann ein liebevolles literarisches Denkmal“.   ... „In Ein Kind wird geboren setzt sie sich mit dem Rassismus der weißen mexikanischen Oberschicht auseinander.“

## Werke
- Die Rückkehr. Erzählungen und Stücke aus dem Exil. Aus dem Spanischen von Theo Bruns, Renata von Hanffstengel, Andrea Sevilla von Hanffstengel. trafo verlag Berlin 2005. Hrsg. von Ulrike Schätte. ISBN 3-89626-522-9
- El retorno (con una posfación de Ulrike Schätte), in: Stefano, Giovanni di/Peters, Michaela (Hrsg.): México com punto de fuga real o imaginario. München: Meidenbauer, 301–304. ISBN 978-3-89975-257-1